# Acrivastin
Acrivastin er et antihistamin, dvs. det modvirker virkningen af histamin og anvendes derfor mod allergi.

## Produkter
I Danmark forhandles Acrivastin i produkterne:
- Benadryl (Pfizer, 8 mg)
- Duact (GSK, 8 mg, i kombination med pseudoefedrin)